# هاري إي. لوثر
هاري إي. لوثر (بالإنجليزية: Harry E. Luther)‏ هو عالم نبات أمريكي، ولد في 1952، وتوفي في 17 أكتوبر 2012.